# Head Hunters
Az 1973-as Head Hunters Herbie Hancock tizenkettedik nagylemeze. A Head Hunters Hancock karrierjének kulcskiadványa, egyben a fúziós jazz mérföldköve.
2003-ban 498. lett a Rolling Stone magazin Minden idők 500 legjobb albuma listáján. 2007-ben bekerült a National Recording Registry-be. Szerepel az 1001 lemez, amit hallanod kell, mielőtt meghalsz című könyvben.

## Az album dalai
| 1. | Chameleon      | Herbie Hancock, Paul Jackson, Harvey Mason, Bennie Maupin | 15:41 |
| 2. | Watermelon Man | Hancock                                                   | 6:29  |

| 1. | Sly         | Hancock | 10:15 |
| 2. | Vein Melter | Hancock | 9:09  |

## Közreműködők

### Zenészek
- Herbie Hancock – Fender Rhodes elektromos zongora, Hohner D6 clavinet, ARP Odyssey szintetizátor, ARP Soloist szintetizátor
- Bennie Maupin – szoprán- és tenorszaxofon, szaxelló, basszusklarinét, altfuvola
- Paul Jackson – basszusgitár, marímbula
- Bill Summers – konga, sekere, balafon, agogo, cabasa, hindewhu, tamburin, dob, surdo, gankoqui, sörösüveg
- Harvey Mason – dob

### Produkció
- Herbie Hancock, David Rubinson – producer
- Fred Catero, Jeremy Aztkin – hangmérnök (Wally Heider Studios)
- Dane Butcher, John Vieira – hangmérnök (Different Fur Trading)
- Adamsdad Management Co., San Francisco – művészeti menedzser
- Victor Moscoso – borító
- Waldo Bascom – fényképész

## Fordítás
Ez a szócikk részben vagy egészben a Head Hunters című angol Wikipédia-szócikk ezen változatának fordításán alapul.  Az eredeti cikk szerkesztőit annak laptörténete sorolja fel. Ez a jelzés csupán a megfogalmazás eredetét és a szerzői jogokat jelzi, nem szolgál a cikkben szereplő információk forrásmegjelöléseként.